# Demografía de Sudán

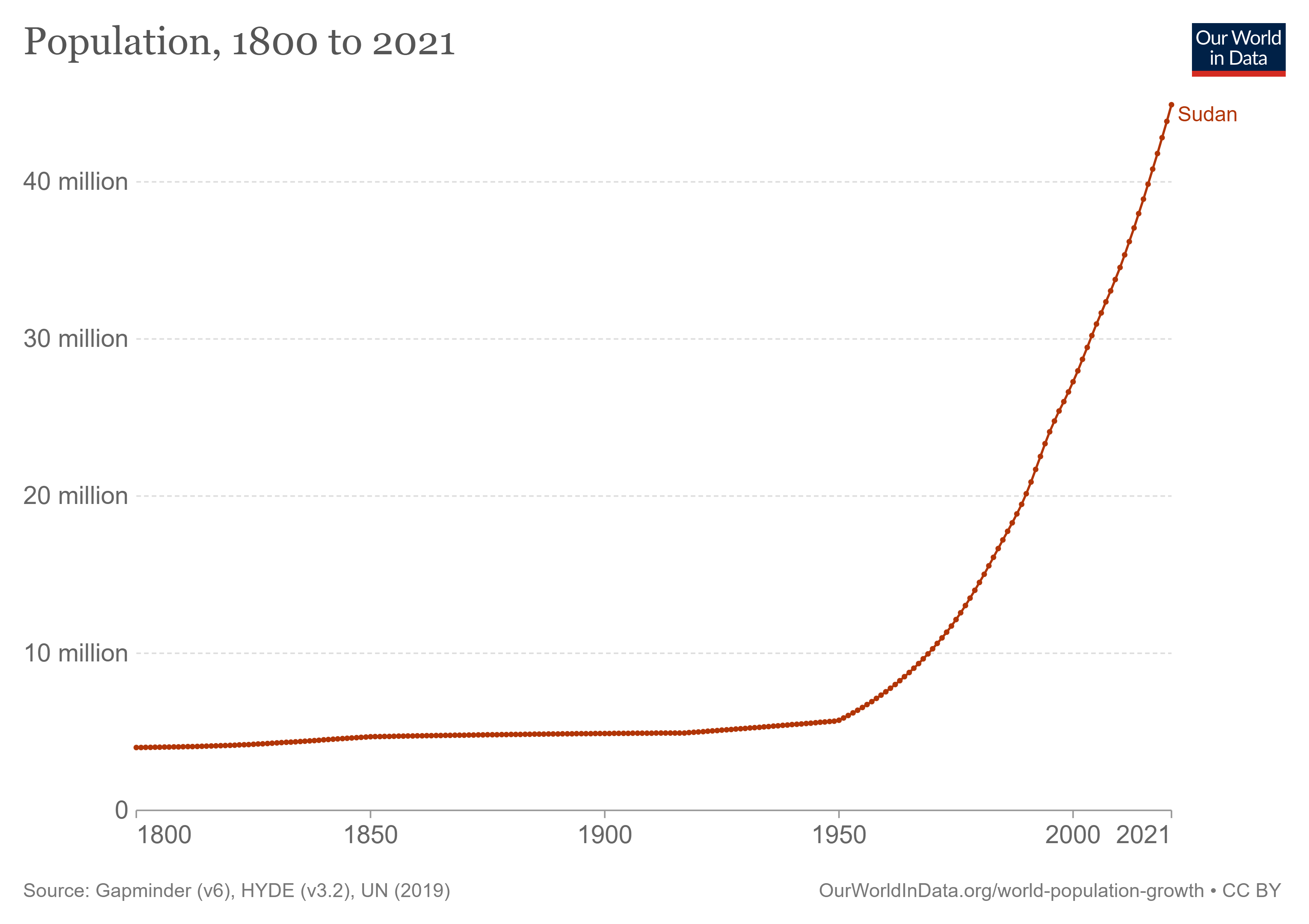
Evolución de la población de Sudán según datos de la FAO. Habitantes en miles.

En el censo de 1993 de Sudán, la población se calculó en 26 millones. No existen censos fiables desde entonces debido a la guerra civil. La estimación actual de la CIA para 2004 es de cerca de 39 millones de habitantes. La población de la zona metropolitana de Jartum (incluyendo Jartum, Omdurmán y Jartum del Norte) está creciendo rápidamente y se acerca a los 6-7 millones, incluyendo cerca de 2 millones de personas desplazadas de la zona de guerra en el sur, así como de las áreas afectadas por la sequía en oriente y occidente.
Sudán tiene dos principales grupos culturales —africanos negros arabizados (pero también algunos árabes egipcios, no negroides) y africanos negros no árabes— con cientos de divisiones étnicas y tribales y grupos lingüísticos, lo que hace que la colaboración efectiva entre ellos sea un problema mayor.

## Norte
Los estados del norte cubren la mayor parte de Sudán e incluyen los principales centros urbanos. Más de 22 millones de sudaneses que viven en esta región son musulmanes de lengua árabe, aunque la mayoría habla alguna lengua materna diferente del árabe —nubio, beja, fur, nuban, ingessana, etc.—. Entre ellos hay varios grupos tribales diferentes. Los kababish del norte de Kordogan son pastores de camellos. Los ga'alin, rubatab, manasir y shaiqiyah son sedentarios y viven sobre los ríos. Los bagara de Kurdufan y Darfur son seminómadas; los beja hamíticos de la zonas del mar Rojo y los nubios de las áreas norteñas del Nilo, algunos de los cuales se han reasentado en el río Atbara; y los negroides nuba del sur de Kurdufan y los fur en el extremo occidental del país.

## Sur
La región meridional tiene una población de cerca de seis millones y es predominantemente rural, basada en una economía de subsistencia. Esta región ha sido afectada negativamente por la guerra que desde la independencia, salvo por un período de diez años, ha resultado en una negligencia seria, falta de desarrollo de infraestructuras, destrucciones y desplazamientos mayores. Más de dos millones han muerto y más de cuatro millones se han desplazado internamente o convertido en refugiados como resultado de la guerra civil y de impactos relacionados con la guerra. Aquí los sudaneses practican, principalmente, creencias tradicionales indígenas, aunque misioneros cristianos han convertido a bastante gente. El sur también contiene varios grupos tribales, y se hablan más lenguas que en el norte. Los dinka —cuya población es estimada en más de un millón— es la mayor de las tribus negro-africana de Sudán. Junto con los shilluk y los nuer, está entre las tribus nilóticas. Los azande, bor y jo luo son tribus «sudánicas» en el occidente, y los acholi y lotuhu viven en el extremo sur, extendiéndose dentro de Uganda.

## Evolución demográfica
Salvo nota en contra, las cifras son de Population Statistics que recoge datos de diversas fuentes, referenciadas en su página
- 100 - 1 millón. [cita requerida]
- 400 - 2,5 millones. [cita requerida]
- 1000- 1 millón. [cita requerida]
- 1500- 4 millones. [cita requerida]
- 1900- 5,6 millones.
- 1910- 5 millones.
- 1920- 5,8 millones.
- 1930- 6,8 millones.
- 1940- 7,9 millones.
- 1950- 9,3 millones.
- 1960- 11,3 millones.
- 1970- 14,1 millones.
- 1980- 18,9 millones.
- 1983- 20 564 400 (censo).
- 1990- 25,2 millones.
- 1993- 26 millones (censo).
- 2000- 35 079 800 (estimado)